# Manlio Pastorini
Manlio Pastorini (* 5. Mai 1879 in Pistoia; † 8. April 1942 in Florenz) war ein italienischer Turner.

## Erfolge
Manlio Pastorini nahm 1920 an den Olympischen Spielen in Antwerpen teil. Bei diesen gehörte er als Kapitän zur italienischen Turnriege im Mannschaftsmehrkampf. In diesem traten fünf Mannschaften an, die aus 16 bis 24 Turnern bestehen mussten. Der Wettkampf bestand aus fünf Teildisziplinen, darunter das Reck, der Barren und das Pauschenpferd, in denen ein Maximum von 404 Punkten erzielt werden konnte. Den Italienern gelang mit 359,855 Punkten das beste Resultat aller fünf Mannschaften und sie beendeten den Wettkampf vor Belgien mit 346,765 Punkten und Frankreich mit 340,100 Punkten auf dem ersten Platz.
Pastorini gewann zusammen mit Arnaldo Andreoli, Ettore Bellotto, Pietro Bianchi, Fernando Bonatti, Luigi Cambiaso, Luigi Contessi, Carlo Costigliolo, Luigi Costigliolo,  Giuseppe Domenichelli, Roberto Ferrari, Carlo Fregosi, Romualdo Ghiglione, Ambrogio Levati, Francesco Loi, Vittorio Lucchetti, Luigi Maiocco, Ferdinando Mandrini, Lorenzo Mangiante, Antonio Marovelli, Michele Mastromarino, Giuseppe Paris, Ezio Roselli, Paolo Salvi, Giovanni Tubino, Giorgio Zampori und Angelo Zorzi die Goldmedaille und wurde somit Olympiasieger.
Bereits 1906 hatte Pastorini im Riegenturnen bei den Olympischen Zwischenspielen in Athen, die keinen offiziellen olympischen Charakter hatten, die Bronzemedaille gewonnen. Er war zudem ein Basketballpionier in Italien: 1920 verlegte er den ersten Basketballcourt in Florenz und unterstützte die Bildung einer italienischen Basketballliga. In Florenz gründete er später eine Sportschule.